# Hourquette d’Ancizan
Die Hourquette d’Ancizan ist ein französischer Straßenpass in den Pyrenäen. Der 1564 m hohe Übergang befindet sich in der Region Okzitanien (Département Hautes-Pyrénées) und verbindet die Orte Payolle (Ortsteil von Campan) im gleichnamigen Tal (Vallée de Payolle) und Ancizan im Aure-Tal.

## Streckenführung
Der gesamte Pass ist eine schmale asphaltierte Landstraße (D113) in gutem Zustand (Sommer 2015). Die nordwestliche Anfahrt der Hourquette d’Ancizan zweigt im Ort Payolle von der nordwestlichen Anfahrt des Col d’Aspin ab (Landstraße D918). Vier Kilometer vor der Passhöhe geht es während eines Kilometers noch mal ungefähr 65 Höhenmeter bergab. Gemäß der Beschilderung durch den Conseil général des Départements Hautes-Pyrénées hat dieser Anstieg einen Gesamthöhenunterschied von 414 m entlang 8,6 km. Das entspricht einer mittleren Steigung von 4,8 %. Die südöstliche Anfahrt beginnt kurz hinter dem Ort Ancizan an der Kreuzung zur Landstraße D30. Diese Anfahrt ist für Radfahrer anspruchsvoller, da sie einen Gesamthöhenunterschied von 738 m entlang 9,6 km überwindet. Das entspricht einer mittleren Steigung von 7,7 %. Beide Aufstiege sind in Abständen von einem Kilometer mit speziellen Schildern für Radfahrer ausgestattet.
Durch seine Streckenführung bietet die Hourquette d’Ancizan eine Alternative zum Col d’Aspin. Nachdem der Hourquette d’Ancizan in Payolle vom Col d’Aspin abzweigt, enden beide Pässe im Aure-Tal an der Landstraße D929 in 4,8 Kilometern Entfernung voneinander. Der Hourquette d’Ancizan hat wesentlich weniger Verkehr als der Col d’Aspin.

## Tour de France
Die Hourquette d’Ancizan stand erstmals 2011 auf dem Programm der Tour de France. Während der 12. Etappe von Cugnaux nach Luz-Ardiden wurde sie aus Richtung Südosten, von Ancizan aus befahren. Damals stellte die Hourquette d’Ancizan den Auftakt der ersten Pyrenäen Etappe der 98. Austragung dar, ehe es über den Col du Tourmalet zur Bergankunft nach Luz Ardiden ging. Als erster Fahrer überquerte damals der Franzose Laurent Mangel den Gipfel, auf dem eine Bergwertung der 1. Kategorie abgenommen wurde.
Zwei Jahre später, 2013, wurde die Strecke im Rahmen der 9. Etappe von Saint-Girons nach Bagnères-de-Bigorre wieder von Südosten her befahren. Diesmal folgte nach der Überquerung jedoch eine längere Abfahrt zum Etappenziel. Mit Daniel Martin passierte ein Ire als erster die Kuppe des Anstiegs. 2016 wurde der Anstieg im Rahmen der 8. Etappe von Pau über Sainte-Marie-de-Campan nach Bagnères-de-Luchon erstmals aus nordwestlicher Richtung befahren. Thibaut Pinot überquerte den Pass, der als Anstieg der 2. Kategorie klassifiziert war, als erster. Die nächste Überfahrt fand auf der 12. Etappe des Jahres 2019 statt. Nach der Abfahrt vom Col de Peyresourde ging es aus südöstlicher Richtung hinauf zur Passhöhe, ehe das Ziel in Bagnères-de-Bigorre erreicht wurde. Simon Yates fuhr an der Spitze des Feldes über die Passhöhe. Im Jahr 2022 wurde die Hourquette d’Ancizan erneut von der Tour de France passiert. Auf der 17. Etappe wurde die nordwestliche Seite befahren, die als Bergwertung der 2. Kategorie klassifiziert war.
Im Jahr 2024 passierte David Gaudu die Hourquette d’Ancizan im Rahmen der 14. Etappe als Erster. Die Etappe endete mit einer Bergankunft in Pla d’Adet.
| Jahr | Etappe     | Bergwertung  | Ausfahrt | Sieger         |
| ---- | ---------- | ------------ | -------- | -------------- |
| 2011 | 12. Etappe | 1. Kategorie | Südost   | Laurent Mangel |
| 2013 | 09. Etappe | 1. Kategorie | Südost   | Daniel Martin  |
| 2016 | 08. Etappe | 2. Kategorie | Nordwest | Thibaut Pinot  |
| 2019 | 12. Etappe | 1. Kategorie | Südost   | Simon Yates    |
| 2022 | 17. Etappe | 2. Kategorie | Nordwest | Thibaut Pinot  |
| 2024 | 14. Etappe | 2. Kategorie | Nordwest | David Gaudu    |

Neben der Tour de France wurde die Hourquette d’Ancizan auch von kleineren Rennen wie der Route d’Occitanie und dem U23-Rennen der Ronde de l’Isard überquert.

## Landwirtschaftliche Nutzung
Wie viele Bergpässe in den französischen Pyrenäen, führt auch die Hourquette d’Ancizan durch Weiden und Wälder, in denen sich Nutztiere frei bewegen können (siehe Bildergalerie). Im Fall der Hourquette d’Ancizan findet man Kühe, Ziegen, Esel und Pferde. Die Tiere sind in aller Regel nicht eingezäunt und können frei die Straße betreten. Entsprechende Vorsicht ist geboten. Die Tiere sind weder scheu noch aggressiv. Es ist aber empfehlenswert, sich den Tieren nicht mehr als notwendig zu nähern, insbesondere wenn Jungtiere in den Herden sind.

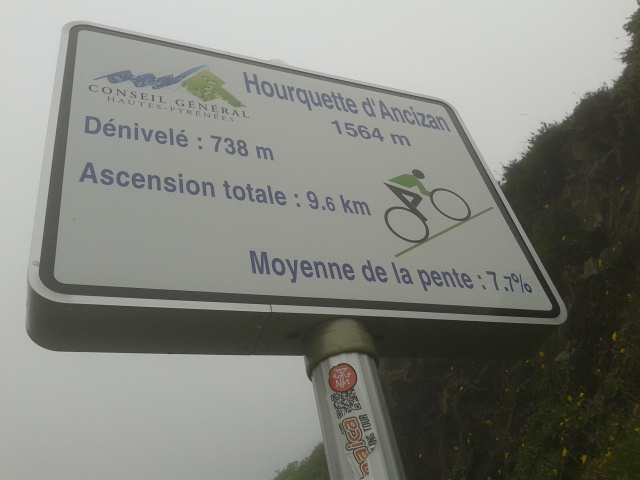
Schild an der Passhöhe mit Informationen zum Aufstieg aus Richtung Ancizan
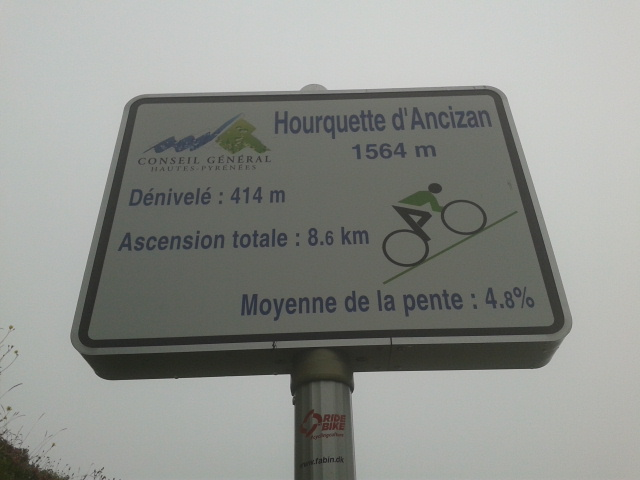
Schild an der Passhöhe mit Informationen zum Aufstieg aus Richtung Payolle
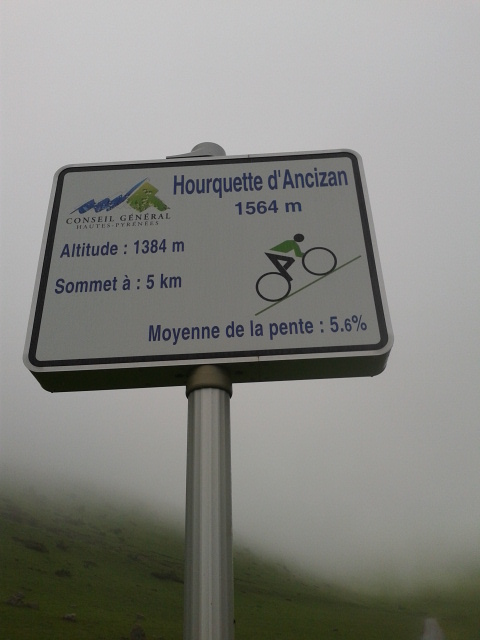
Eine der speziellen Kilometermarken für Radfahrer im Anstieg von Payolle
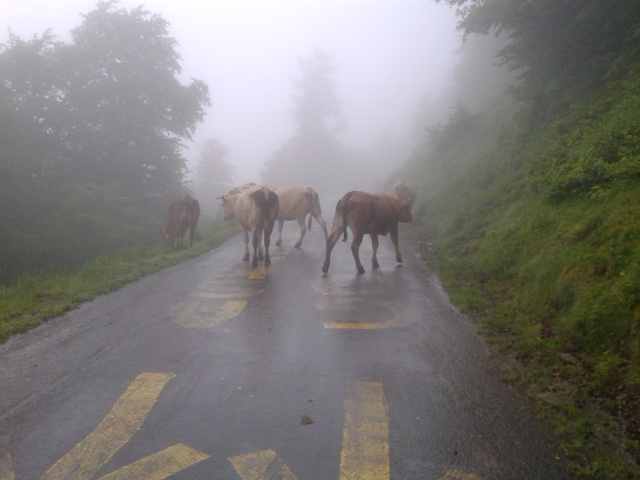
Kühe auf der Straße in der Nähe der Passhöhe